# Bruno Carrara
Bruno Carrara (San Giovanni Bianco, 1º febbraio 1977) è un ex fondista italiano.

## Biografia
In Coppa del Mondo esordì il 12 dicembre 1998 a Dobbiaco (88°) e ottenne l'unico podio l'11 gennaio 2004 a Otepää (2° staffetta 4*10 ). Dal 2008 si è dedicato alla Marathon Cup, manifestazione svolta sotto l'egida della FIS che ricomprende gare su lunghissime distanze (granfondo).
In carriera prese parte a un'edizione dei Campionati mondiali, Lahti 2001 (12° nella 30 km il miglior risultato).

## Palmarès

### Mondiali juniores
- medaglie:
  - oro (staffetta 4*10 a Gallivare 1995)
  - oro (10 km individuale a Canmore 1997)
  - oro (staffetta 4*10 a Canmore 1997)
  - argento (staffetta 4*10 ad Asiago 1996)
  - bronzo (10 km ad Asiago 1996)

### Coppa del Mondo
- Miglior piazzamento in classifica generale: 69º nel 2001
- 1 podio (2º posto a squadre)

### Marathon Cup
- Miglior piazzamento in classifica generale: 7º nel 2009, nel 2010 e nel 2001
- 1 podio (3º posto)
- 6º posto (Vasaloppet)

### Campionati italiani
- 1 bronzo (50 km individuale nel 2010)